# Britt Van Der Borght
Britt Van Der Borght (Antwerpen, 13 augustus 1973) is een Vlaams actrice en zangeres.

## Biografie
Haar bekendste rollen zijn die van Zoë Zonderland in W817 en Ria Vranckx in De Kotmadam.
Tot 2003 maakte ze deel uit van de W817&Band. Van 2003 tot 2005 zong ze bij de band Wazzda. Andere band-leden waren Govert Deploige en Aagje Dom.
Van Der Borght baat sinds 2023 een zeepziederij uit.

## Filmografie
- Drie mannen onder een dak (1989) - als leerlinge Britt
- Bompa (1993) - als Sally
- De Kotmadam (1994-1998, 2012) - als Ria Vranckx
- F.C. De Kampioenen (1998) - als Patty
- Bananadrama (1998)
- 2 Straten verder (1999) - als sergeante
- W817 (1999-2003) - als Zoë Zonderland
- Verschoten & Zoon (2000) - als Nancy
- Plop in de Wolken (2000) - als kabouter Stink
- Brussel Nieuwsstraat (2001)
- Odmazda (2001) - als Myriam
- Koffie verkeerd (2003)
- Oekanda (2005) - als Moonray
- Flikken (2005-2006) - als Maaike Martens
- Schuif Af (2006) - als Lara
- Plop in de stad (2006) - als snackbarmedewerkster
- Mega Mindy (2007) - als Katharina
- K3 en de kattenprins (2007) - als prinses Filina
- En daarmee basta! (2007) - als Carla
- Spoed (2007-2008) - als Sandra
- Happy Singles (2008) - als aseksuele vrouw
- Make-up (2007) - als Betsy
- Bol en Smik (2008) - als Ruby (stem)
- Zo is er maar één - De cup (2008-2009) - Aurore
- Dobus (2009-2010) - als juffrouw Petunia
- Zone Stad (2010) - als Sandrine Pauwels
- Familie (2010-2012) - als Gerda Donckers
- Rox (2012) - als noodalarm leger (stem)
- Wreck-It Ralph (2012) - als Vanellope von Schweetz (stem)
- K3 Dierenhotel (2014) - als Nette (stem)
- De avonturen van K3 (2015) - als Caroline Archer
- Ralph Breaks the Internet (2018) - als Vanellope von Schweetz (stem)
- W817: 8eraf! (2021) - als Zoë Zonderland

## Privé
Ze is getrouwd met Govert Deploige.